# 兒童情色
儿童情色（英語：Child Erotica）是指任何用于个人性目的，但並非色情的儿童相关材料。它比起兒童色情更為廣義——前者包含可能引起性興奮的材料，像是与性无关的图像；与儿童或恋童有关的书籍和杂志；玩具、日记、衣物等。执法人员发现，不少恋童者或儿童性虐待犯會收集儿童情色物品。收集儿童情色物品可能是强迫症的一种表現；收集者也有可能把之視為非法儿童色情制品的替代品，故此其亦可視作犯罪证据。
儿童情色的歷史可追溯至古希臘時代的畫作。之後它在1600年代英國的放蕩主義運動下繼續發展。接下來印刷术的问世使它們可以廣為流傳。路易斯·卡羅拍攝的照片亦推動了其發展。
於兒童情色作品中登場的兒童可能會擺出具挑逗性的姿勢，但當中一般不會包含進行性行為的場景。一些儿童情色会經由互联网流傳開去，或以兒童模特兒的非情色作品名義出品。像《完美小女孩》和《小小選美皇后》般的兒童選美比賽吸引了數以百萬計的觀眾——這些比賽有時會像童模作品般，被視為儿童情色的一種，因為在當中可以看到身穿比基尼和短裙的孩童們擺出各種各樣的挑逗性姿勢。不過一些參賽者的家長認為，比賽有助他們的下一代建立自信，使之个性更為鲜明。
人們一直推動把儿童色情稱為「儿童虐待材料」，以增加其負面意涵；儿童情色一詞同樣飽受爭議——因為「情色」兩字同樣可套用到藝術和文學上，故批評者認為其帶給人的負面印象不夠。

## 名詞術語
「兒童情色」（child eroica）一詞由肯尼思·V·兰宁（Kenneth V. Lanning）於1980年代初所創，用於代指任何用于个人性目的，但並非色情的儿童相关材料。由於其定義取決於觀者的主觀性興奮感受，故其界線比起兒童色情（以有沒發生性行為等客觀因素界定）更為模糊及廣義。它可能包含与性无关的图像；与儿童或恋童有关的书籍和杂志；玩具、日记、衣物等。
兰宁和黑兹尔伍德（Hazelwood）把兒童情色分為五大類：
- 有關兒童的出版物（跟兒童成長、性教育、戀童等事物有关的书籍、雜誌、文章、圖片）
- 有關兒童的非出版物（個人信件、音頻、電子郵件等等）
- 跟兒童有關的照片、圖片、影片（比如在照片、海報、電視節目上出現的兒童）
- 紀念品（能使人回憶起某個兒童的個人物品、檔案記錄、信件等等——不論該個兒童是真人還是虛構）
- 其他（比如用於引誘兒童的電子設備、服裝、玩具）

儘管兰宁的定義並不僅限於視覺映像，但許多調査者乃把之定義為一種映像。他們可能會將兒童情色作品定義作不包含任何性行為或裸體場景、不展示性器官，但具性誘惑成分的作品。莎伦·W·库珀（Sharon W. Cooper）對此給出了一個例子：「在上空的情況下以身穿浴衣的姿態視人」。部分地區的法律及研究者把兒童情色定義為展示兒童裸體的作品。

## 收集者的行為與動機
很多戀童者和兒童性虐待罪犯會收集兒童情色物料。該些材料有著不少用途，比如激起他們的性幻想、作為自慰的刺激物、對登場者進行勒索、使被拐帶的兒童對於性相關行為沒那麼大的戒心。他們亦可能會以與兒童或戀童有關的學術文章和書籍來搞清自身的行為，並把之跟其他戀童者分享，藉其探討如何更容易親近兒童。

## 典型国家案例

### 美国
在美国，关于儿童情色或儿童色情的定义不仅仅是“衣着”的问题。如果某些图像中涉及儿童生殖器或耻骨区的“淫荡”展示，那么即便图像中的儿童有穿着衣服也会违背美国诸多联邦法律，如：18 U.S.C. § 2252(a)(2)、18 U.S.C. § 2252(a)(4)、18 U.S.C. § 2256(2)(E)等。美国联邦第十巡回上诉法院将“淫荡”定义为“趋向激起情欲；猥亵；非礼；淫秽；性骚扰；趋向贬低性道德”。
在美国联邦，一些美国国会议员提议禁止某些童模网站。而美国的一些州正在考虑这方面的立法。但是反对者认为这些举措有违背《美国宪法第一修正案》之嫌。
新泽西州於2018年2月正式實行一條反對兒童情色的法律。該條法律定義了何謂「以帶性暗示的方式展示儿童」：展示儿童未被完全遮蓋，或半透明地顯露的私密部位；以任何形式接触儿童的私密部位；以姿势、构图、版面或生动的感官细节，來滿足觀客的淫欲；用其他方式展示儿童，以达到性刺激或性满足的目的。
在美国诉保罗·D·爱德华兹羅案（United States v. Paul D. Edwards）中，法院定義了何謂兒童情色：让对未成年人有性兴趣的人感到性兴奋的材料或物品，但其本身并不淫秽，或所展示的未成年人不一定擺出明显的性姿势。 在该單案子中，美国联邦第十巡回上诉法院的一个小组發現，一份宣誓供词证明嫌疑人有公开张贴過儿童情色材料，并发表评论暗示他認為情色材料中的儿童具有性吸引力，但這并不构成需發出有關儿童色情材料的搜查令的合理理由。
在美国诉考德威尔案中（United States v. Caldwell），美国联邦第六巡回上诉法院认为兒童情色可以視為對兒童色情有認知，或意圖擁有之的證據。因为儿童情色為对儿童有性兴趣的证据。而從兒童情色的总量可推測，被告較有可能認知到兒童色情的存在。
同样，在美国诉沃斯伯勒案（United States v. Vosburgh）中，美国联邦第三巡回上诉法院把46张身穿泳装的前青春期女孩的非色情图片，和30张13岁少女的照片，視為被告在知情情況下拥有儿童色情制品的证据，因為這顯示被告对儿童有性兴趣。

### 英國
部分在alt.* hierarchy上營運的新聞組以兒童情色為主題，有關例子有alt.binaries.pictures.child.erotica.male和alt.binaries.pictures.child.erotica.female。在2008年發表的一份報告表示，网络观察基金会和英格蘭及威爾斯皇家檢控署早於2001–2002年認為互联网服务供应商在知情的情況下，發佈寫有這些新聞組名稱的廣告，即屬非法發放廣告。

### 日本
日本於1999年實施了《兒童買春、兒童色情關係行為等處罰及兒童保護等相關法律》。此一法律對兒童的定義為「未滿18歲者」（第二條），並對兒童色情製品進行了定義——其中一個定義如下：「以使人出現性興奮的方式，來展示不穿部分或全部衣服的兒童」。
不過在日本當地，年少偶像的作品依然能夠透過各種形式發行，比如DVD、雜誌、網站、視頻、寫真集。女性年少偶像的部分寫真作品會拍攝她們身穿「校服、連身衣、比基尼」的樣子，此外也有Cosplay成女僕和格鬥少女的例子。一些女性年少偶像會在作品中把正在溶掉的香草冰激凌舔掉（當中一些會滴在胸前）；擺出M字腿；穿著丁字褲等曝露衣服；男子年少偶像則可能會在沙灘上半裸地表演空手道或玩弄沙灘排球、以只穿著褌或白色三角褲的模樣出現在鏡頭前、在鏡頭前穿上校服短褲、以穿有泳裝的樣子玩沙或浴室玩具。這些沒有明確性行為或露出性器官的內容稱作非裸情色（着エロ）。
日本雜誌出版社聯合會旗下的出版倫理委員會會檢查書店內是否有不合適的出版物，並向色情漫畫（雜誌）的出版商提出警告。但是委員會的成員表示，兒童色情與藝術並不是那麼容易嚴格區分。